# Arthur Edward Kennedy

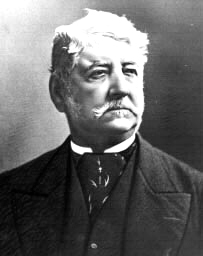
Arthur Edward Kennedy

Sir Arthur Edward Kennedy GCMG KCB (* 5. April 1809 in Cultra, Irland; † 3. Juni 1883 auf dem Schiff Orient) war ein britischer Kolonialverwalter und in dieser Funktion Gouverneur der britischen Kolonien Sierra Leone, Western Australia, Vancouver Island, Hongkong und Queensland.

## Leben
Arthur Edward Kennedy wurde in Cultra, einer Ortschaft im County Down in Irland geboren. Er war der vierte Sohn von Hugh und Grace Dorothea Kennedy (geb. Hughes) und wurde von einem Privatlehrer erzogen, bis er von 1823 bis 1824 das Trinity College in Dublin besuchte, wo er seinen Vorgänger als Gouverneur von Hongkong traf, Richard Graves MacDonnell. Von 1827 bis 1837 kämpfte er als Offizier auf Korfu und in Britisch-Nordamerika. 1839 heiratete er Georgina MacCartney, die am 3. Oktober 1874 starb.
1851 bewarb sich Kennedy für ein Kolonialamt. Er wurde im Mai 1852 zum Gouverneur von Gambia berufen, kurz darauf allerdings gleich zum Gouverneur von Sierra Leone, so dass er sein erstes Amt im Grunde nicht ausgeführt hat.
1854 wurde Kennedy zum Gouverneur von Western Australia befördert. Diese Position nahm er im folgenden Jahr an. Von vielen Westaustraliern wurde er allerdings als selbstherrlicher Despot betrachtet. Um gegen ihn zu protestieren, wurde im August 1856 in Perth eine öffentliche Versammlung abgehalten. 1862 trat Kennedy von seinem Amt zurück. Zurück in London wurde er 1862 als Companion in den Order of the Bath aufgenommen.
Bereits 1863 wurde er wieder zum Gouverneur der Kolonie Vancouver Island berufen. Weil Vancouver Island im Vergleich zu Western Australia unbedeutend war, empfand Kennedy diese Versetzung als Degradierung. Er erreichte die Kolonie im März 1864 und verließ das Amt im Oktober 1866, nachdem er die Kolonie British Columbia und Vancouver Island zu den Vereinigten Kolonien von Vancouver Island und British Columbia vereinigt hatte.
Kennedy kehrte nach London zurück und wurde im Dezember 1867 als Knight Commander des Order of the Bath geadelt. Von 1872 bis 1877 war er der siebente Gouverneur von Hongkong. In dieser Funktion führte er den Hongkong-Dollar ein, der bis heute Zahlungsmittel Hongkongs ist. Von 1877 bis 1883 war Kennedy Gouverneur von Queensland. 1881 wurde er als Knight Grand Cross des Order of St. Michael and St. George ausgezeichnet. Er verstarb am 3. Juni 1883 auf der Rückreise von Sydney nach London auf dem Schiff Orient im Roten Meer und wurde auf See bestattet.
Der Stadtteil Kennedy Town in Hongkong ist nach Arthur Edward Kennedy benannt.